# Chefe da Comunidade Britânica
Chefe da Comunidade Britânica ou Chefe da Comunidade de Nações (em inglês: Head of the Commonwealth) é o título oficial do chefe de estado da Comunidade de Nações e ao mesmo tempo, Rei do Reino Unido. O Chefe da Comunidade Britânica é reconhecido como chefe de estado em 16 dos 54 países que integram a Comunidade e nesses países ele também é o monarca reinante. A Comunidade de Nações teve apenas três chefes até a atualidade: o Rei Jorge VI, Rainha Isabel II e Rei Carlos III do Reino Unido. 

## História
Em 1949, Jorge VI do Reino Unido era soberano de cada um dos países que então compunham a Comunidade Britânica (mais tarde Comunidade das Nações): Reino Unido, África do Sul, Austrália, Canadá, Ceilão, Índia, Nova Zelândia e Paquistão. No entanto, o governo indiano desejava que o país se tornasse uma república mantendo Jorge VI como seu chefe de Estado a exemplo do que havia ocorrido na Irlanda em 1919. Contemplando este ideal, a Declaração de Londres de 1949, elaborada em grande parte pelo Primeiro-ministro canadense Louis St. Laurent, afirmava que o rei seria o Chefe da Comunidade Britânica enquanto símbolo da livre associação entre seus países-membros. Quando a Índia adotou uma constituição republicana em 26 de janeiro de 1950, Jorge VI deixou de ser seu monarca e suas atribuições de Estado foram transferidas ao cargo de Presidente da República da Índia (assumido primeiramente por Rajendra Prasad). 
Isabel II tornou-se Chefe da Comunidade Britânica automaticamente após sua ascensão ao trono britânico em 6 de fevereiro de 1952, afirmando na época que "a Commonwealth não possui semelhança alguma com os impérios do passado. É uma concepção inteiramente nova construída sobre as mais altas qualidades do espírito do homem: amizade, lealdade e o desejo de liberdade e paz." No ano seguinte, o Ato de Títulos e Tratamentos Reais foi aprovado em cada um dos Reinos da Commonwealth, adicionando pela primeira vez o título de Chefe da Comunidade Britânica aos demais títulos do soberano britânico.
A monarca teve um estandarte pessoal criado em dezembro de 1960 para simbolizá-la como Chefe da Comunidade Britânica sem estar associada ao seu papel como rainha de qualquer país em particular. Com o tempo, a bandeira substituiu o Estandarte Real quando Isabel II visitou os países da Commonwealth dos quais ela era chefe de estado, mas não possuía um estandarte real para aquele país,[8] ou dos quais ela não era chefe de estado, bem como em eventos da Commonwealth no Reino Unido. Quando Isabel II visitou a sede do Secretariado da Commonwealth em Londres, este estandarte pessoal – e não nenhum de seus estandartes reais – foi hasteado. O ex-Primeiro-ministro canadense Brian Mulroney afirma que Isabel II foi uma "força nos bastidores" nos esforços de encerramento do Apartheid na África do Sul.
Após a morte de Isabel II em 8 de setembro de 2022, Carlos III tornou-se Chefe da Comunidade Britânica.

## Título
O título foi estabelecido pela Declaração de Londres como resultado de discussões na Conferência dos Primeiros-Ministros da Commonwealth de 1949. É tido em latim como Consortionis Populorum Princeps, em francês como Chef du Commonwealth e em inglês como Head of the Commonwealth.

## Chefes da Comunidade Britânica
| Chefe | Chefe | Chefe                 | Mandato                | Mandato                | Mandato                   |
| ----- | ----- | --------------------- | ---------------------- | ---------------------- | ------------------------- |
| 1     |       | Jorge VI (1895–1952)  | 28 de abril de 1949    | 6 de fevereiro de 1952 | 2 anos, 9 meses e 9 dias  |
| 2     |       | Isabel II (1926–2022) | 6 de fevereiro de 1952 | 8 de setembro de 2022  | 70 anos, 7 meses e 2 dias |
| 3     |       | Carlos III (1948–)    | 8 de setembro de 2022  | Incumbente             | 2 anos, 9 meses e 10 dias |